# Pleistocen
Pleistocen, arhaično diluvij, geološka je epoha u povijesti Zemlje kojom počinje period kvartar. Naziv dolazi od grčkih riječi pleistos (većina) i ceno (nov). Pleistocen slijedi pliocensku epohu i prethodi holocenskoj epohi. Trajao je od prije 2,58 milijuna do prije 11 700 godina.
Kraj pleistocena podudara se s krajem paleolitskog doba koje se koristi u arheologiji.

## Podjela pleistocena
Pleistocen se dijeli na četiri doba:
1. gelasij: prije 2,58 milijuna godina – prije 1,80 milijuna godina
2. donji pleistocen: prije 1,8 milijuna godina – prije 0,781 milijuna godina
3. srednji pleistocen: prije 781 000 godina – prije 126 000 godina
4. gornji pleistocen: prije 126 000 godina – prije 11 700 godina

## Datiranje pleistocena
Međunarodno povjerenstvo za stratigrafiju (tijelo Međunarodne unije geoloških znanosti) je promijenila 2009. godine početak pleistocenske epohe na 2,588 milijuna godina prije današnjice, tako da se početak pleistocena podudara s početkom gelasija. Kraj pleistocena određen je na 11 700 godina prije današnjice, izražen u radiokarbonskim godinama. On pokriva veći dio razdoblja učestalih glacijacija, sve do konačnog zahlađenja zvanog mlađi drijas.[nedostaje izvor] Mlađi drijas datiran je oko 9600. pr. Kr.
Kao referentna globalna stratotipska točka (eng:Global Boundary Stratotype Section and Point - GSSP) za početak pleistocena određen je lokalitet Monte San Nicola u Italiji. Međunarodno povjerenstvo za stratigrafiju nije odredilo referentnu globalnu stratotipsku točku za gornju granicu pleistocen/holocen, ali je kao presjek predložena karotaža leda na poziciji 75° 06' N 42° 18' W u sklopu projekta North Greenland Ice Core Project.
Konstante u klimatskoj povijesti pliocena i pleisticena su jedan od razloga zašto je Međunarodna komisija za stratigrafiju obeshrabrila korištenje izraza "Kvartar". Zato se danas pleistocen drži epohom neogena.

## Pleistocenska paleogeografija i klima
Moderni kontinenti su u biti bili na današnjim pozicijama tijekom pleistocena, te se nisu pomakli dalje od 100 km.

### Karakteristike ledenog doba
Pleistocensku klimu su karakterizirali učestali ledeni ciklusi tijekom kojih su kontinentalni ledenjaci na nekim mjestima napredovali do 40. paralele. Smatra se kako je na vrhuncu glacijacija 30% Zemljine površine bilo pokriveno ledom. Uz to se zona vječnog leda prostirala nekoliko stotina kilometara južno od ledenog pokrivača, u Sjevernoj Americi i u Euroaziji.
Svaki je prodor leda vezao velike količine vode u kontinentalnim ledenjacima debljine 1500-3000 m, što je dovelo do privremenog pada razine mora od 100 m ili više na cijeloj površini Zemlje. Tijekom međuledenih doba, nalik na ovo u kojem danas živimo, često je bilo poplavljivanje obala, ponekad ublaženo izostatskim ili nekim drugim pomacima u određenim regijama.
Učinci glacijacije su bili globalni. Antarktika je bila kroz cijeli pleistocen prekrivena ledom, isto kao i prethodnom pliocenu. Ande i Patagonija su također bile pokrivene polarnom kapom, a ledenjaci su postojali i na Novom Zelandu i Tasmaniji. Trenutno nestajući ledenjaci na Mount Kenyiji, Kilimanjaru i gorju Ruwenzori na istoku i središtu Afrike bili su daleko veći. Ledenjaci su postojali u planinama Etiopije i na zapadu u gorju Atlas.
Na sjevernoj se hemisferi veliki broj manjih ledenjaka stopio u jedan veliki. Kordiljerski ledeni pokrov se prostirao na sjeverozapadu Sjeverne Amerike, a istok je bio pokriven Laurentideom. Skandinavski ledeni pokrov je pritiskao sjevernu Europu, uključujući Britaniju, a alpski je ledeni pokrov pritsikao Alpe. Manji dijelovi ledenog pokriva mogli su se naći u Sibiru i na arktičkoj ploči. Sjeverna mora su bila zamrznuta.
Južno od ledenog pokrova formirala su se ogromna jezera kao posljedica blokade vodenih tokova te smanjenom isparavanju zbog hladnijeg zraka. Sjeverni dio središta Sjeverne Amerike bio je u potpunosti pokriven jezerom Agassiz. Oko 100 bazena, sada uglavnom isušenih, bilo je ispunjeno vodom na zapadu Amerike. Jezero Bonneville, na primjer, stajalo je gdje danas stoji Veliko slano jezero. U Euroaziji su se velika jezera formirala kao rezultat prodora ledenjaka. Rijeke su bile veće, imale stabilniji tok, te imale više pritoka. Afrička su jezera također bila veća, vjerojatno zbog smanjenog ispravanja.
Pustinje su, s druge strane, bile više suhe i prostranije, kao posljedica smanjenih padalina zbog smanjenog oceanskog i drugog ispravanja.

### Paleociklusi
Zbroj prijelaznih faktora koji djeluju na Zemljinu površinu je cikličan: klima, oceaske struje i drugi pomaci, struje vjetrova, temperature itd. Sve je to posljedica cikličnih promjena u kretanju planeta koji s vremenom sve te faktore uravnotežuje. Ovi su faktori izazvali učestale glacijacije u pleistocenu.

#### Milankovićevi ciklusi
Glacijacija u pleistocenu je bila niz glacijalija i interglacijacija, stadijala i inetrstadijala koji su pratili razdoblja promjene klime. Danas se vjeruje da su glavni faktor u klimatskim promjenama bili Milankovićevi ciklusi. To su periodičke varijacije u regionalnoj sunčevoj radijaciji uzrokovane promjenama u kretanju Zemlje.
Milankovićevi ciklusi nisu mogli biti jedini faktor, jer oni ne mogu objasniti početak ni kraj pleistocenskog ledenog doba, kao ni učestala ledena doba. Najbolje služe kao model unutar pleistocena te se na temelju njega mogu odrediti ledena doba svakih 100.000 godina.

#### Ciklusi razine izotopa kisika
U analizi razine izotopa kisika, varijacije u odnosu O-18 prema O-16 (dva izotopa kisika) u masi (mjereni spektrometrom mase) prisutnih u kalcitu s oceanskih temeljenih uzoraka koriste se kao dijagnostičko sredstvo za određivanje promjena oceanske temperature, a samim tim i promjene klime. Hladniji su oceani bogatiji izotopm O-18, prisutnim u školjkama mikroorganizama koje luče kalcit.
Modernija verzija uzimanja uzoraka koristi moderne ledene pokrove. Iako siromašniji izotopom O-18 od morske vode, snijeg koji pada na ledenjake svake godine svejedno je sadržavao O-18 i O-16 u razini ovisnoj o srednjoj temperaturi.
Temperatura i promjene klime su ciklične kada se od njih stvori temperaturni graf. Temperaturne se koordinate pojavljuju u obliku devijacije od današnjih srednjih godišnjih temperatura koje predstavljaju nulu. Ova vrsta grafikona temelji se na drugoj razini izotopa kroz vrijeme. Razine se pretvaraju u razlike u postocima (δ) od odnosa pronađenog u stanardnoj srednjoj oceanskoj vodi (SMOW).
Grafikon u oba oblika pojavljuje se kao val s alikvotnim tonovima. Jedna polovica perioda je morski izotopni stadij (MIS). On označava glacijal (ispod nule) ili interglacijal (iznad nule). Alikvotni tonovi su stadijali ili interstadijali.
Prema ovih nalazima, Zemlja je iskusila 44 MIS stadija počevši od prije 2,4 milijuna godina u pliocenu. Pliocenski su stadiji bili plitki i česti. Kasniji su bili intenzivniji i dulji.
Stadiji se po običaju numeriraju od holocena, koji predstavlja MIS1. Glacijali dobivaju parni a interglacijali neparni broj. Prva veća glacijacija bila je MIS22 prije 850 000 godina. Najveće se glacijacije su bile 2, 6 i 12, a najtoplije inetrglacijacije 1, 5, 9 i 11.

## Pleistocenska fauna
Za pleistocen ili holocen nisu određeni nikakvi faunalni stadiji. I morska i kontinentalna fauna je u suštini bila moderna. Većina znanstvenika vjeruje da je čovjek evoluirao u svoj moderni oblik tijekom pleistocena.
Masovno izumiranje krupnih sisavaca (megafaune), koje je obuhvaćalo mamute, mastodonte, sabljozube tigrove, gliptodonte i kopnene ljenivce započelo je krajem pleistocena te se nastavilo u holocenu.
Masovna su izumiranja bila posebno oštra u Sjevernoj Americi gdje su nestali domaći konji i deve.

## Unutarnje poveznice
- Geološka razdoblja

## Vanjske poveznice
- SMU-in-Taos znanstvene publikacije, digitalna kolekcija anthropoloških i archaeoloških monografija. Preuzeto 29. tranja 2014. (engl.)
- Pleistocenski mikrofosili: 50 fotografija Foraminifera, preuzeto 29. tranja 2014. (engl.)